# كازويا كانيدا
كازويا كانيدا (مواليد 5 نوفمبر 1987) هو سبّاح ياباني، مثّل بلاده في الألعاب الأولمبية الصيفية 2012.

## روابط خارجية
كازويا كانيدا على موقع الاتحاد الدولي للسباحة (الإنجليزية)
- كازويا كانيدا على موقع SwimRankings.net (الإنجليزية)
- كازويا كانيدا على موقع أوليمبيديا (الإنجليزية)